# Rüstəm Orucov
Rüstəm Orucov (también escrito como Rustam Orujov; Ust-Ilimsk, URSS, 4 de octubre de 1991) es un deportista azerbaiyano que compitió en judo.

## Trayectoria
Participó en tres Juegos Olímpicos de Verano, entre los años 2012 y 2020, obteniendo una medalla de plata en Río de Janeiro 2016, en la categoría de –73 kg. En los Juegos Europeos de Minsk 2019 obtuvo una medalla de plata en la categoría de –73 kg.
Ganó dos medallas de plata en el Campeonato Mundial de Judo, en los años 2017 y 2019, y cinco medallas en el Campeonato Europeo de Judo entre los años 2016 y 2022. Además, obtuvo una victoria en el torneo World Masters (2018), tres en el Grand Slam (Bakú en 2013 y 2015 y Budapest en 2020) y cinco en el Grand Prix.
Fue el abanderado de Azerbaiyán en la ceremonia de apertura de los Juegos Olímpicos de Tokio 2020.
En 2016 fue condecorado con la Orden del Mérito a la Patria (grado III).

## Palmarés internacional
| Juegos Olímpicos   | Juegos Olímpicos        | Juegos Olímpicos  | Juegos Olímpicos |
| Año                | Lugar                   | Medalla           | Categoría        |
| ------------------ | ----------------------- | ----------------- | ---------------- |
| 2016               | Río de Janeiro (Brasil) | Medalla de plata  | –73 kg           |
| Campeonato Mundial |                         |                   |                  |
| Año                | Lugar                   | Medalla           | Categoría        |
| 2017               | Budapest (Hungría)      | Medalla de plata  | –73 kg           |
| 2019               | Tokio (Japón)           | Medalla de plata  | –73 kg           |
| Juegos Europeos    |                         |                   |                  |
| Año                | Lugar                   | Medalla           | Categoría        |
| 2019               | Minsk (Bielorrusia)     | Medalla de plata  | –73 kg           |
| Campeonato Europeo |                         |                   |                  |
| Año                | Lugar                   | Medalla           | Categoría        |
| 2016               | Kazán (Rusia)           | Medalla de oro    | –73 kg           |
| 2017               | Varsovia (Polonia)      | Medalla de bronce | –73 kg           |
| 2019               | Minsk (Bielorrusia)     | Medalla de plata  | –73 kg           |
| 2020               | Praga (República Checa) | Medalla de bronce | –73 kg           |
| 2022               | Sofía (Bulgaria)        | Medalla de bronce | –73 kg           |